# 趾蝸牛屬
趾蝸牛屬（學名：Pedipes），亦作趾螺屬，是一個蝸牛的科，在生物分類法是耳螺目耳螺科之下的一個属 ，也是
趾蝸牛亞科（學名：Pedipedinae）的唯一成員。

## 物種
根據Catalogue of Life數據，本屬包括下列各物種:
- Pedipes affinis
- Pedipes angulatus
- Pedipes deschampsi
- Pedipes dohrni
- 強齒趾螺 Pedipes jouani[2]
- Pedipes leoniae
- Pedipes mirabilis
- Pedipes moreleti
- Pedipes ovalis
- Pedipes pedipes
- Pedipes sandwicensis

## 外部連結
- 維基物種上的相關：趾蝸牛屬